# Kpouèbo
Kpouèbo  è una città e sottoprefettura della Costa d'Avorio appartenente al dipartimento di Toumodi. Conta una popolazione di 25 473 abitanti (censimento 2014).